# Arnold Kling
Arnold Kling, né en mai 1954 à Saint Louis, Missouri, est un économiste et auteur américain, connu pour ses travaux sur l'économie, la politique et ses analyses des dynamiques sociales à travers son blog et ses ouvrages.

## Biographie
Arnold Kling obtient un baccalauréat en économie au Swarthmore College en 1975, puis un doctorat en économie au Massachusetts Institute of Technology (MIT) en 1980. Il travaille initialement au sein de la Réserve fédérale (Federal Reserve Board) où il se spécialise dans l'analyse des politiques monétaires, avant de rejoindre le secteur privé, notamment dans des entreprises technologiques.
En 2003, il commence à bloguer sur EconLog, une plateforme hébergée par le site Econlib, où il discute de sujets variés allant de l'économie à la politique. Il est également actif sur son propre blog, Askblog, où il développe ses idées sur les institutions, les biais cognitifs et les interactions sociales.

## Travaux et idées
Arnold Kling est particulièrement reconnu pour son livre The Three Languages of Politics (2013), dans lequel il propose un cadre d’analyse des discours politiques basé sur trois axes : progressiste (oppression-libération), conservateur (civilisation-barbarie) et libertarien (liberté-coercition). Ce modèle vise à expliquer pourquoi les débats politiques sont souvent polarisés et comment les différentes idéologies interprètent les mêmes faits de manière divergente.
Il a également écrit sur l’innovation, l’éducation et la santé, plaidant pour des approches décentralisées et orientées vers le marché. Dans Specialization and Trade (2016), il critique les modèles économiques traditionnels et met en avant l’importance des interactions locales et des institutions adaptatives.

## Publications
- The Three Languages of Politics (2013)
- Specialization and Trade: A Re-introduction to Economics (2016)
- Crisis of Abundance: Rethinking How We Pay for Health Care (2006)